# Витік дизельного палива в Норильську
69°22′46″ пн. ш. 87°44′40″ сх. д. / 69.379444444444° пн. ш. 87.744444444444° сх. д.
Витік дизельного палива в Норильську — екологічна катастрофа, надзвичайна ситуація федерального масштабу, що сталася 29 травня 2020 року під час розгерметизації сховища дизельного палива на ТЕЦ-3 у місті Норильськ. Це один з найбільших витоків нафтопродуктів в історії Росії, який становить загрозу для екосистеми Північного Льодовитого океану.
У результаті витоку за межі промислової зони вилилося понад 21 тис. тонн дизельного палива, з них, за попередніми підрахунками, 6 тис. тонн потрапило на землю, а 15 тис. тонн — у річки, що впадають у велике озеро Пясіно (площа 735 км² — 3-тє в Красноярському краї та 16-те в Росії), з якого тече річка Пясіна, яка впадає в Карське море. 
За результатами перевірок прокуратури з метою з’ясування причин аварії і вжиття заходів щодо усунення наслідків та оцінки збитків порушено три кримінальні справи: за ст. 250 КК (забруднення води), за ст. 246 КК (порушення екологічних правил під час виробництва робіт), на підставі ч. 1 ст. 254 КК (псування землі). 
За словами Олега Мітволя (заступника голови Росприроднагляду у 2004-2009), «збитки, спричинені розливом дизельного палива в Норильську, можуть сягати 100 мільярдів рублів, і потрібно, в кращому випадку, від 5 до 10 років для відновлення природного середовища». За оцінкою Грінпіс, розлив палива в Норильську є найбільшою катастрофою в Полярній Арктиці.